# Szterényi Sándor
báró Szterényi Sándor (születési neve: Stern Sándor; 1881-ig) (Brassó, 1873. augusztus 22. – Budapest, 1938. november 26.) ipari szakoktatási szervező, közgazdász.

## Életpályája
Középiskoláit szülővárosában és Nagyszebenben végezte el. Egyetemre Budapesten járt. 1897–1934 között a Kereskedelemügyi Minisztérium szolgálatában állt; ahol a külkereskedelmi, a kereskedelempolitikai, majd 1919-től az iparoktatási osztályt vezette. 1900–1903 között a Magyar Iparoktatás című folyóirat szerkesztője volt. 1922-ben az Országos Ipari és Kereskedelmi Oktatási Tanács alelnöke lett. 1924-től helyettes államtitkár volt. 1927–1931 között a Védjegytanács tagja volt. 1927–1934 között a Kereskedelemügyi Minisztérium szakosztályfőnöke volt. 1932–1934 között az Egységes Gyakorlati Közigazgatási Vizsga Vizsgálóbizottságának elnökhelyettese és az Országos Ipartanács tagja volt.
A Keleti Kereskedelmi Akadémián közgazdaságtant és pénzügytant adott elő.

## Családja
Édesapja Lupéni Károly lehetett. Szterényi József (1861–1941) és Makoly Ida (1847–1927) örökbefogadott fia. 1901. július 7-én, Kolozsváron házasságot kötött Dobál Margittal (1882–1936). Egy fiuk született: Sándor (1902–1944).
Sírja a Kerepesi temetőben található.

## Művei
- Actien Gesellschaften aus Ungarn (Budapest, 1902)

## Díjai
- Pécs díszpolgára (1907)
- III. o. vaskoronarend (1916)